# Теректи (Акмолинская область)
Теректи (каз. Теректі, до 2007 г. — Линеевка) — село в Зерендинском районе Акмолинской области Казахстана. Входит в состав Кусепского сельского округа. Код КАТО — 115647700.

## География
Село расположено на берегу реки Шагалалы, на северо-востоке района, в 88 км на северо-восток от центра района села Зеренда, в 10 км на северо-восток от центра сельского округа села Оркен.

### Улицы[3]
- ул. Кирова,
- ул. Комсомольская,
- ул. Тельмана.

### Ближайшие населённые пункты
- село Северное в 5 км на севере,
- село Озен в 6 км на юге.

## Население
В 1989 году население села составляло 661 человек (из них немцев 100%).
В 1999 году население села составляло 342 человека (174 мужчины и 168 женщин). По данным переписи 2009 года, в селе проживало 69 человек (36 мужчин и 33 женщины).
| Численность населения | Численность населения | Численность населения |
| 1989                  | 1999                  | 2009                  |
| --------------------- | --------------------- | --------------------- |
| 661                   | ↘342                  | ↘69                   |

## История
Основано в 1901 г. немецкими переселенцами из Причерноморья. Название Линеевка происходило от фамилии бывшего землевладельца Линевича..